# Jean Verdon
Jean Verdon, né en 1937 à Châtellerault, est un historien médiéviste français.

## Biographie
Après des études secondaires à Châtellerault et supérieures à Poitiers, Jean Verdon obtient l'agrégation d'histoire en 1963. De 1963 à 1968, il enseigne à Poitiers (classes préparatoires aux grandes écoles). En 1968, il est nommé à l'université de Limoges.
Sa thèse d'État soutenue en 1974 s'intitule « La femme en France aux Xe et XIe siècles ». Il obtient deux prix de l'Académie française en 1992 pour Les Françaises pendant la guerre de Cent Ans et en 2003 pour Boire au Moyen Âge.